# Lake Polanskogo
Der Lake Polanskogo (englisch, auch Lake Pol'anskogo, russisch Озеро Полянского Osero Poljanskowo, deutsch ‚Poljanskisee‘) ist ein See an der Knox-Küste des ostantarktischen Wilkeslands. Er liegt am Südwestrand der Bunger Hills zwischen diesen und dem Apfel-Gletscher. Im See befinden sich eine Reihe kleiner Inseln.
Wissenschaftler einer sowjetischen Antarktisexpedition kartierten und benannten ihn 1956. Namensgeber ist Alexander Poljanski, ein Mitglied der Mannschaft bei der arktischen Drift des Eisbrechers Georgi Sedow zwischen 1937 und 1938. Das Antarctic Names Committee of Australia übertrug diese Benennung 1991 ins Englische.